# 筑紫神社

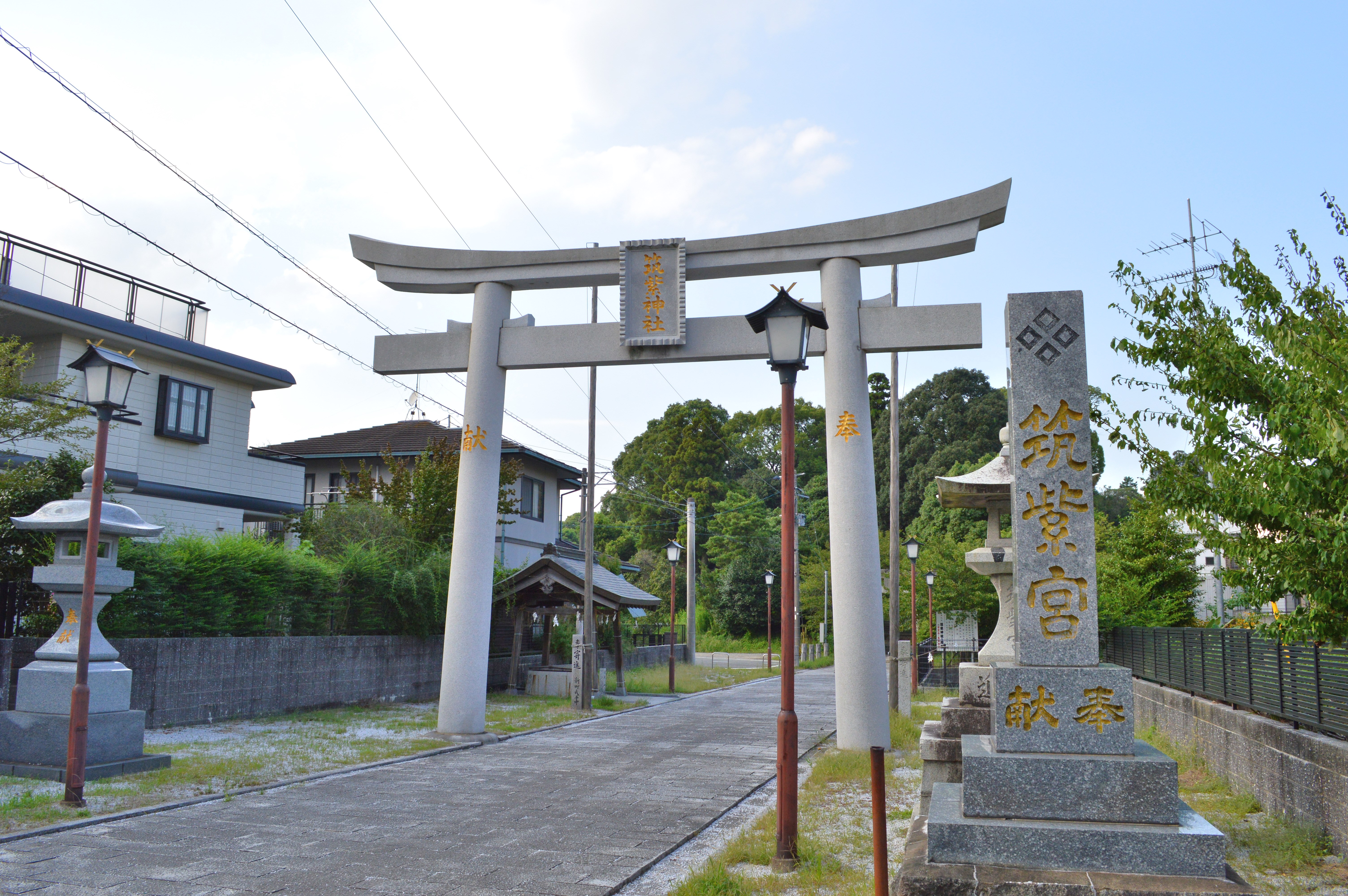
一の鳥居

筑紫神社（ちくしじんじゃ/つくしじんじゃ）は、福岡県筑紫野市原田にある神社。式内社（名神大社）で、旧社格は県社。

## 祭神
現在の祭神は以下の3柱。
- 筑紫の神 （つくしのかみ） - 筑紫の国魂。
- 玉依姫命 （たまよりひめのみこと） - 後世に竈門神社から勧請。
- 坂上田村麻呂 （さかのうえのたむらまろ） - 後世の合祀。

### 祭神について
『釈日本紀』所引『筑後国風土記』逸文では、筑後国は元は筑前国と合わせて1つの国（筑紫国）だったと記している。また「筑紫」の由来として、2国の間の坂が険しく鞍が擦り切れるため「鞍尽くし」といった説、2国の境に荒ぶる神が居て往来の人が命を落とす「命尽くし」の神といったが筑紫君・肥君の祭祀で治まったという説、前説における多数の死者の弔いのため棺を作ったところ山の木々が無くなったという「木尽くし」による説の3説を載せるが、第2説と筑紫神社祭神の筑紫神との関連が指摘される。なお本居宣長は、『古事記伝』において「命尽くし」の由来説を有力視する。これらの伝説が筑紫神社の成立に直接関わるかは明らかでないが、中でも筑紫君（筑紫国造）・肥君（火国造）が祀ったという所伝が特に注目されている。当地は筑紫君の勢力圏内であるが、肥君が本拠地の九州中央部から北九州に進出したのは6世紀中頃の磐井の乱が契機で、この所伝にはその進出以後の祭祀関係の反映が指摘される。また、白日別神・五十猛命を筑紫国造、火国造の遠祖神とする説からは、後に筑紫神社を奉斎した少弐氏流の筑紫氏は、筑紫国造後裔の筑紫君の跡を継いだことが想定される。
そのほかに、筑紫神について白日別神とする説や五十猛命とする説がある。
- 白日別神（しらひわけのかみ）説
吉村千春による説[4]。『古事記』の国産み神話においては、筑紫島（九州）の4面として筑紫国、豊国、肥国、熊曽国の記載があり、「筑紫国を白日別という」とあることによる。光・明・日を表す朝鮮の借字が「白」であることから、朝鮮との関係が指摘される[2]。
- 五十猛命（いそたけるのみこと）説
松下見林・貝原益軒による説[4]。『日本書紀』では神代の別伝として、スサノオが五十猛神（五十猛命）を連れて新羅に天降り、のち出雲に移ったとある。このとき、五十猛神は多くの樹種を持っていたが、韓国では植えず、筑紫から始めて国中に播いたと伝える。以上の説話から、五十猛神が渡来系の神であったことがうかがわれ、やはり朝鮮との関係が見える[2]。

## 歴史

### 創建
創建は不詳。元々は城山山頂に祀られていたが麓に移されたという説、当初から現在地に祀られたという説がある。
「筑紫」の名称は、九州を「筑紫嶋」（古事記）または「筑紫州」（日本書紀）といったように広義では九州全体も指したが、狭義では筑紫神社周辺の地名を指すとされる。考古学的には、当地周辺の背振山地東部の低丘陵地は弥生時代中期において甕棺墓の分布中心部、後期においては青銅器生産の中心地であった。銅鐸祭祀の源流も一帯の地域にあると見られるがその盛行には渡来系の知識が欠かせず、前述の白日別・五十猛命の伝承も合わせると、渡来者集団による祭祀が指摘される。

### 概史
国史での初見は貞観元年（859年）に従四位下の神階奉授を受けたという記事で、元慶3年（879年）には従四位上に昇叙された。
延長5年（927年）成立の『延喜式』神名帳では筑前国御笠郡に「筑紫神社 名神大」と記載され、名神大社に列している。また天元2年（979年）の官符には住吉神社・香椎宮・竈門神社・筥崎宮とともに筑紫神社に大宮司職を置くという記載がある。
鎌倉時代からは、当地の地頭職にあった筑紫氏が社司を兼ねたという。その後、戦国時代の島津勢の兵火によって社殿・古文書が焼失し、凶賊にあい荒廃したという。江戸時代に入り、復興が図られ社殿の再建が行なわれていった。
明治維新後、明治5年（1872年）には近代社格制度で郷社に列したが、郡区画改正で村社になり、明治14年（1881年）に再び郷社に、そして大正4年（1915年）に県社に昇格した。

### 神階
- 貞観元年（859年）1月27日、従五位下から従四位下 （『日本三代実録』）
- 元慶3年（879年）6月8日、従四位上 （『日本三代実録』）

## 境内

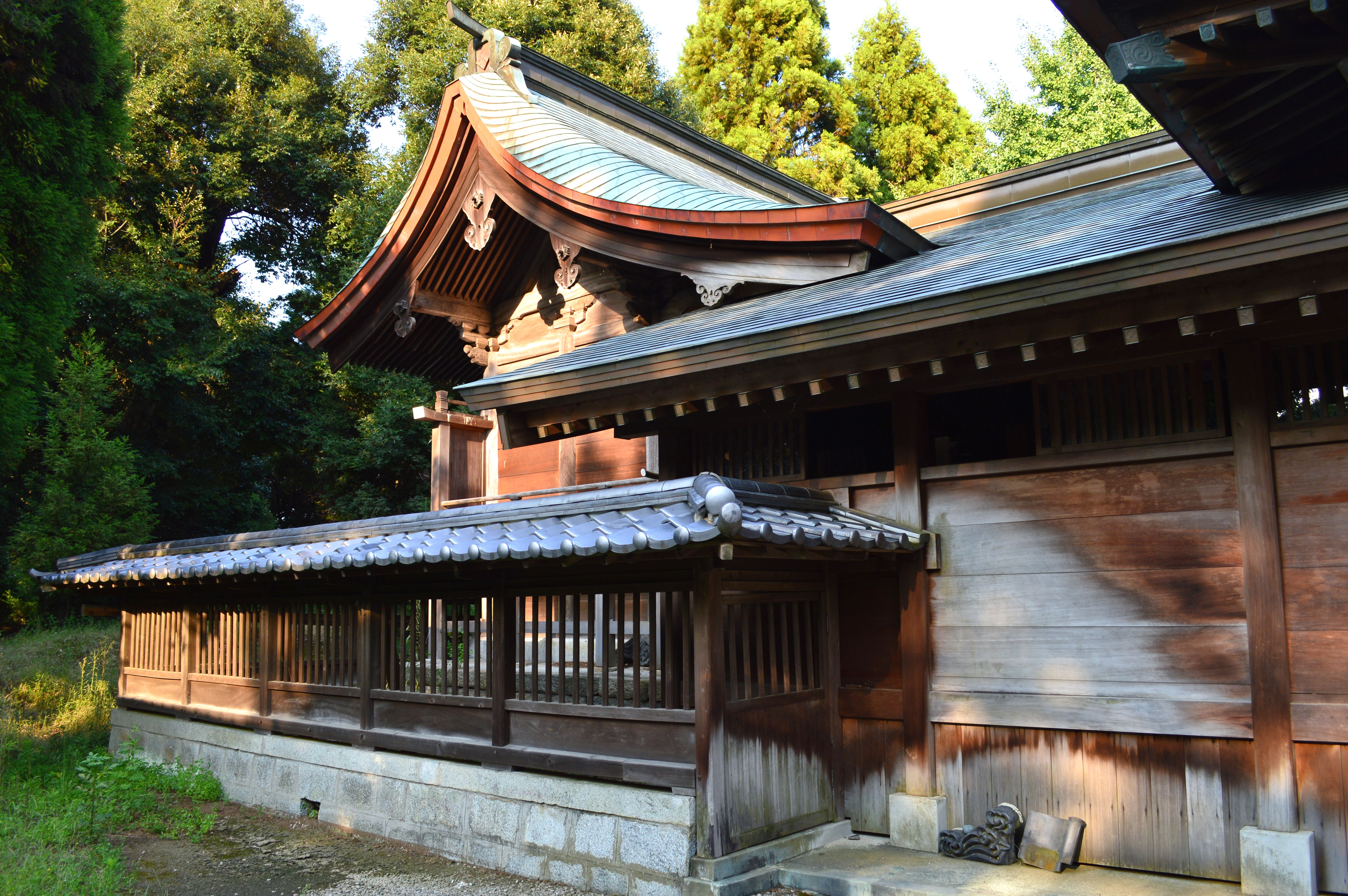
本殿
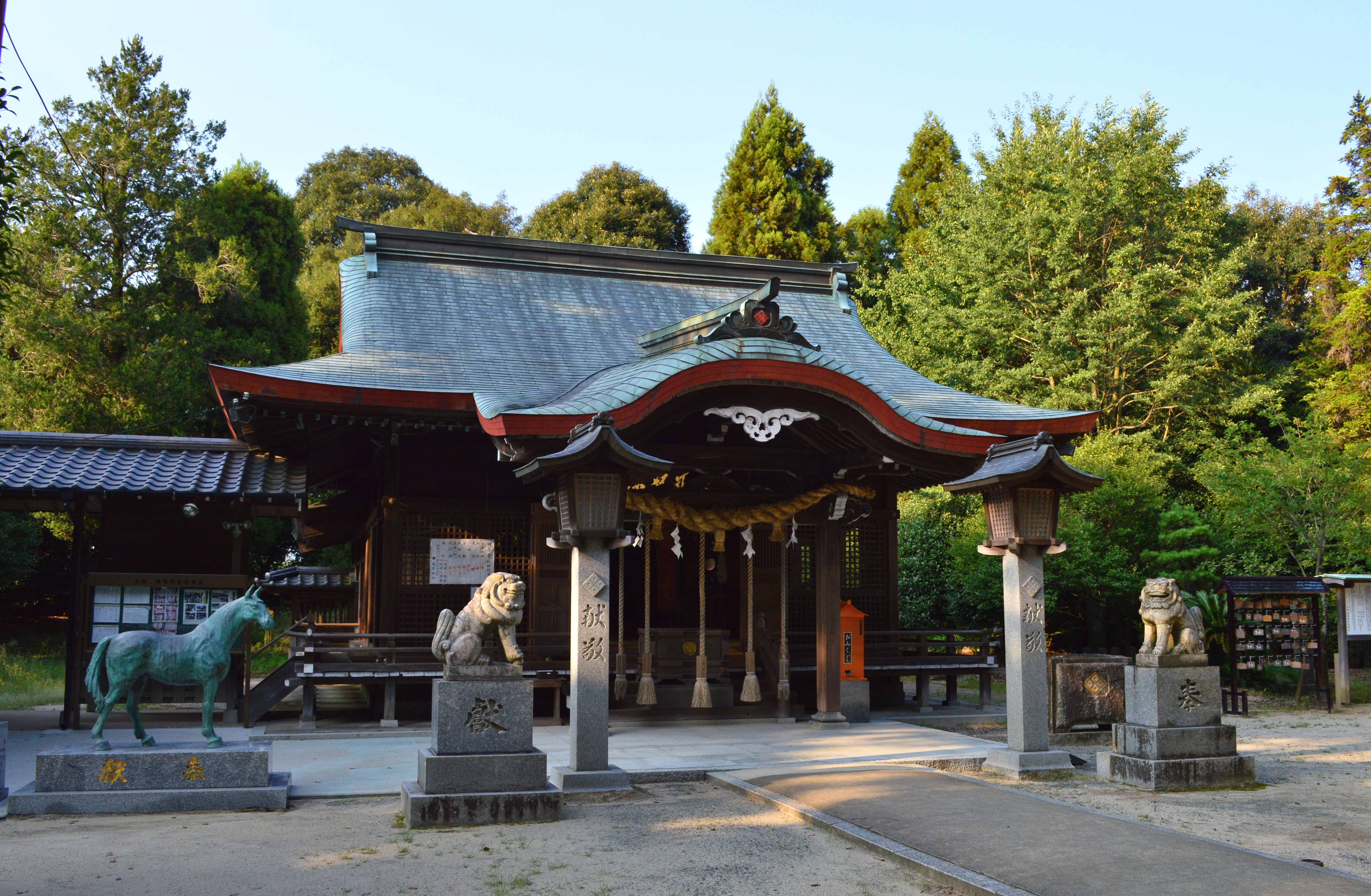
拝殿
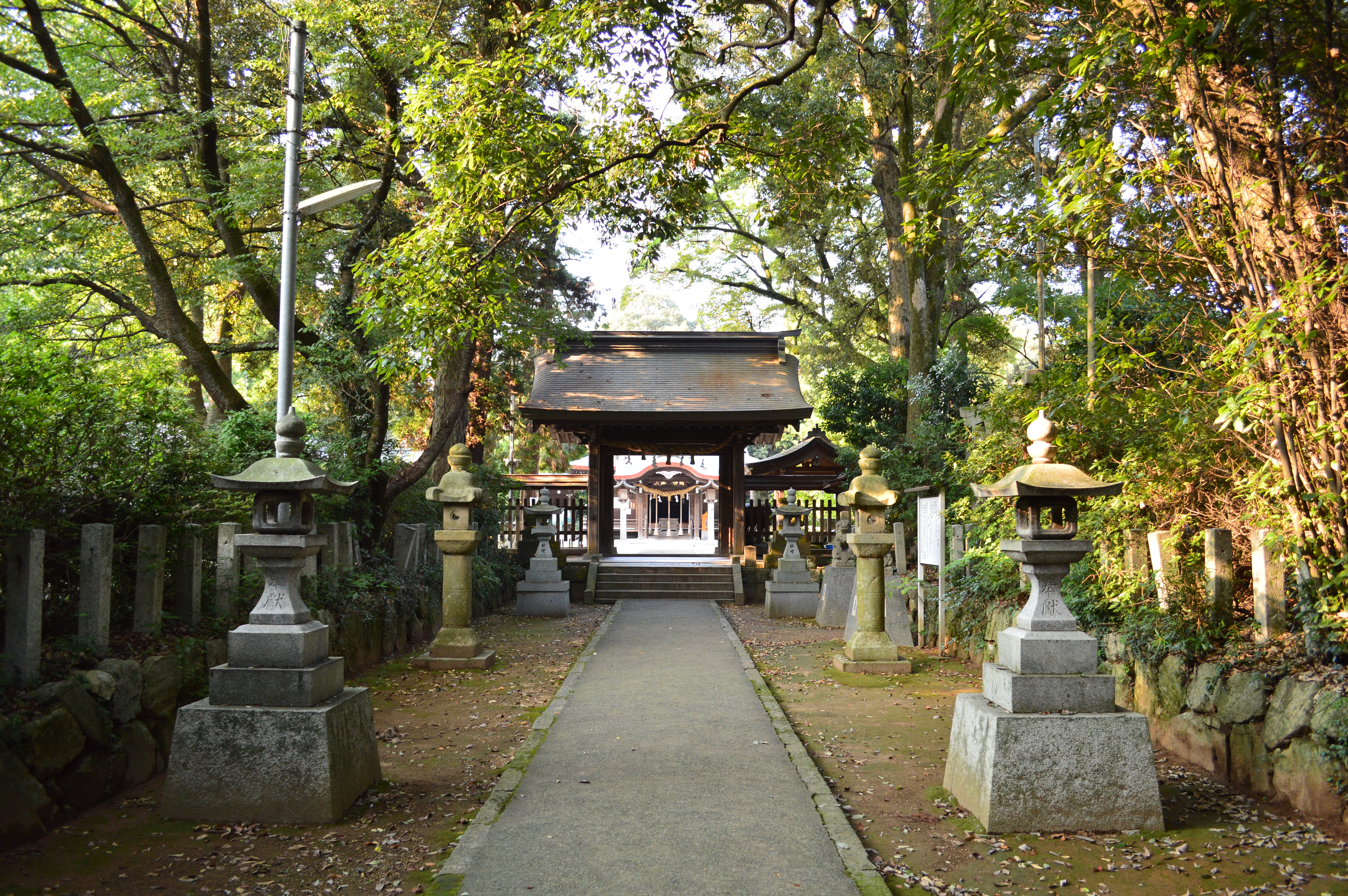
神門と参道
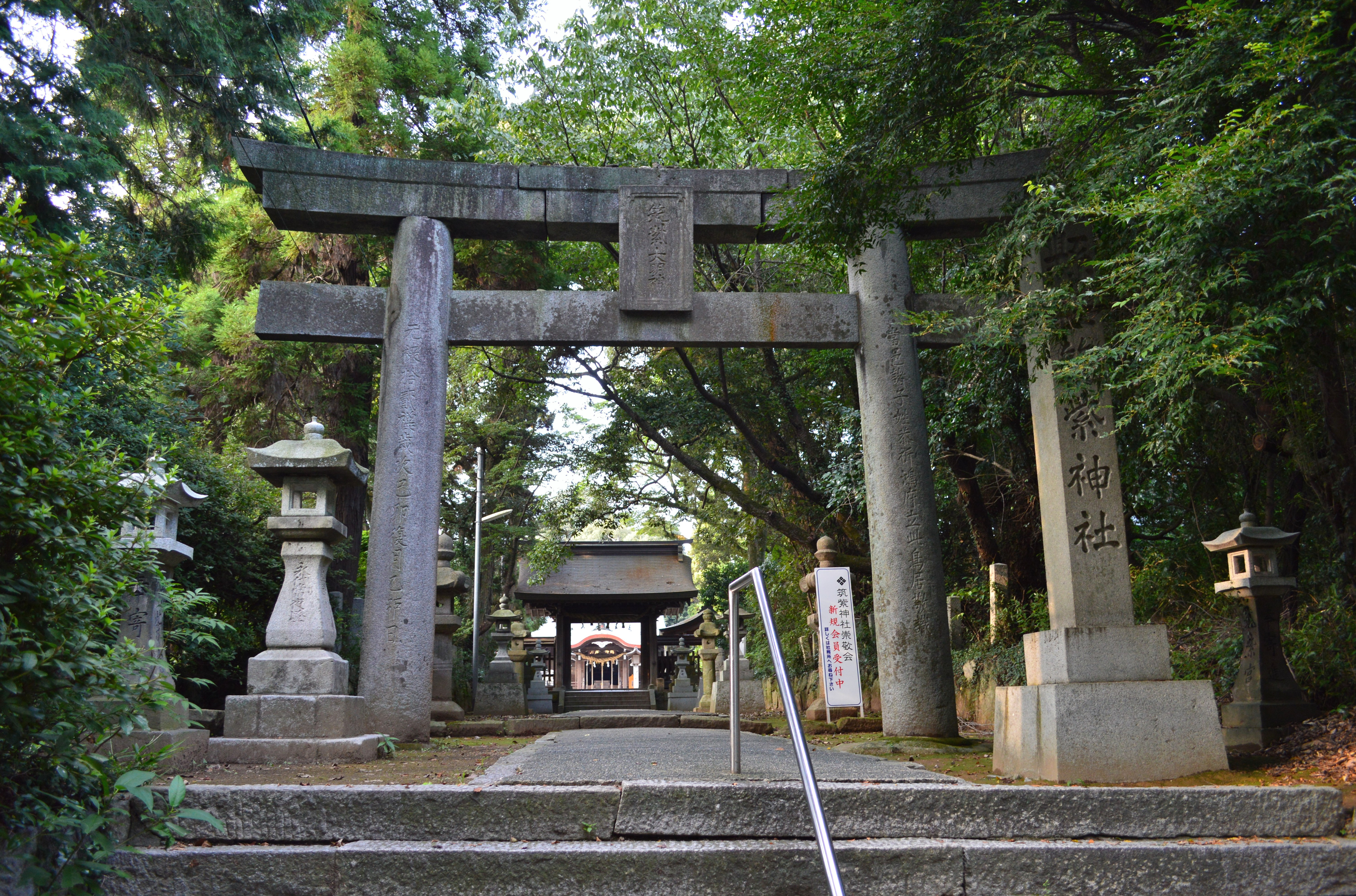
石造鳥居

## 摂末社
- 五所神社 （ごしょじんじゃ）

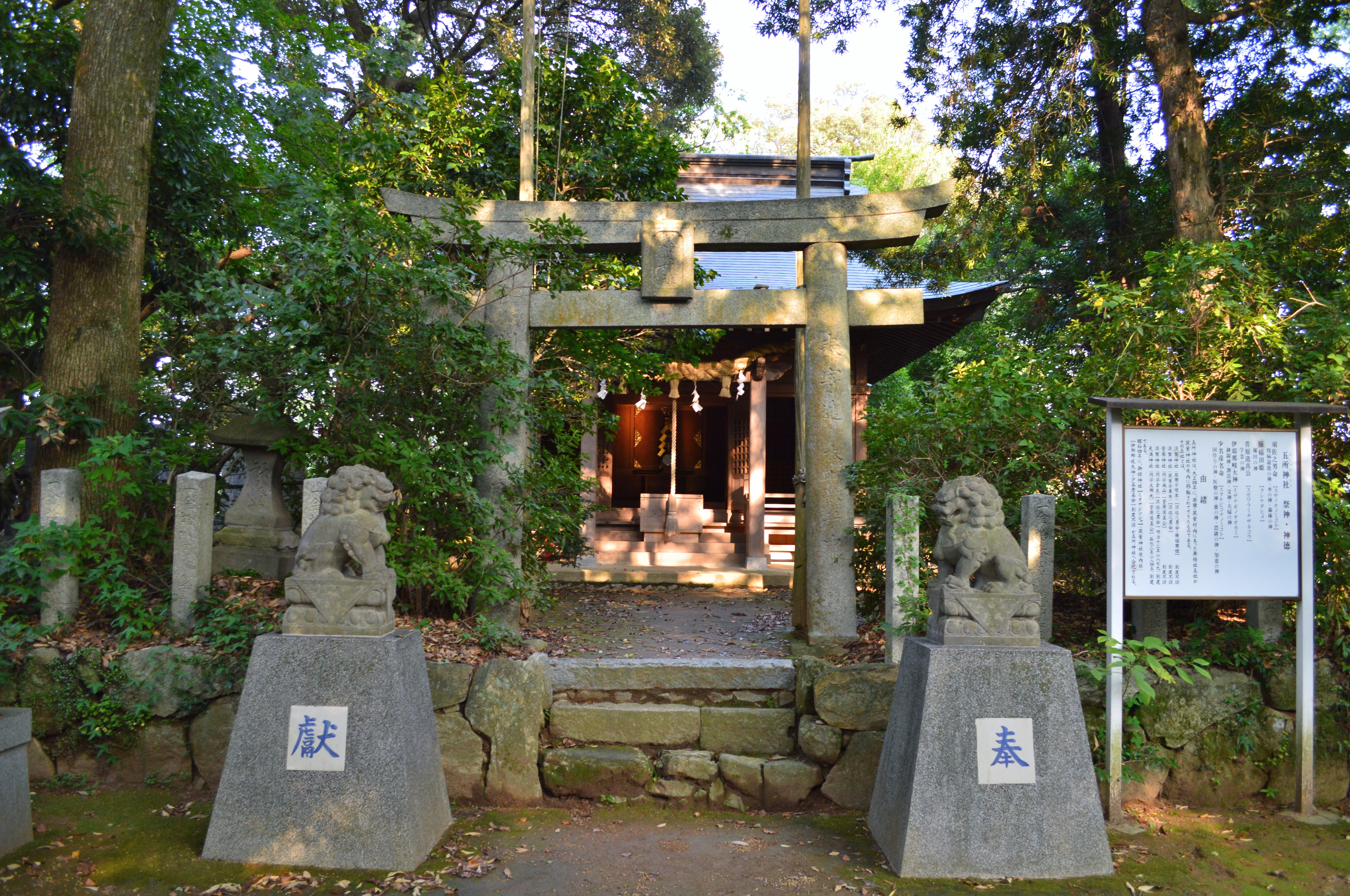
五所神社

  - 祭神：須佐之男命、櫛名田姫、菅原道真公、伊耶那岐大神、少名彦名命

大正4年に近隣の無格社5社を、昭和4年に境内社を合祀したもの。

## 祭事

### 年間祭事
- 歳旦祭 （1月1日-3日）[6]
- 粥卜祭（御粥占祭とも。春季大祭） （3月15日）
- およど（夏祭）、夏越の祓 （7月19日）
- 例祭（秋季大祭） （10月20日）

### 粥卜祭
粥卜祭（かゆうらさい）は、毎年3月15日に行われる祭事。通称「粥卜（かゆうら）」。お粥に生えたカビでその年の豊作や病気を占う。
2月15日に筑紫神社の井戸から汲んだ水を使い、神社の神主が竃でお粥を炊く。その後、大きな鉢に盛って上から箸を十字型に置く。十字型になった中心を筑紫神社に見立て、筑紫神社から見た東西南北の方角にあたる地域の名札をお粥に刺し、神社の神殿に1ヶ月間おいておく。そして1ヶ月後の3月15日、粥卜祭の当日に神主がお粥を神殿から出しお粥の表面に生えたカビの様子を見て、その年の穀物の出来や伝染病が流行るかなどの判定をする。判定は神社に古くから伝わる粥卜判断書に従って行われ、判定結果は神社に貼り出される。
この粥卜祭は筑紫野市指定無形民俗文化財に指定されている。

## 文化財

### 筑紫野市指定無形民俗文化財
- 筑紫神社粥占行事及び粥鉢一口 - 昭和59年11月1日指定[8]。

## 現地情報
所在地
- 福岡県筑紫野市原田2550

交通アクセス
- 鉄道
  - 九州旅客鉄道（JR九州）鹿児島本線・筑豊本線 原田駅 （徒歩約10分） - 北東に700m
  - 西日本鉄道（西鉄）大牟田線 筑紫駅 （徒歩20分） - 南西に1,600m

## 関連文献
- 白井永二・土岐昌訓編集『神社辞典』東京堂出版、1979年、225頁